# Ветров, Алексей Никифорович
Алексей Никифорович Ветров (род. 1921, Кузнецк-Сибирский, Томская губерния) — советский спортсмен (футбол, хоккей с шайбой), нападающий. Тренер.

## Биография
Выступал за армейскую команду Новосибирска в первенствах СССР по футболу (1946—1952) и хоккею с шайбой (1949—1953). В сезонах 1953/54 — 1954/55 играл за хоккейное «Динамо» Новосибирск. В 1955 году вернулся в Сталинск. Играющий старший тренер футбольного «Металлурга» (1955), в 1957—1958 годах выступал за команду в классе «Б». Игрок (1955/56 — 1956/57), старший тренер (1960/61), тренер в 1960-х — 1970-х годах хоккейного «Металлурга».